# Куп СФР Југославије у рагбију 1961.
Куп СФР Југославије у рагбију 1961. је било 4. издање Купа комунистичке Југославије у рагбију. Играло се по правилима рагби лиге. 
Трофеј је освојила Младост.
Финале
| ХАРК Младост | 22 – 11 | Рагби клуб Партизан |
| ------------ | ------- | ------------------- |
|              |         |                     |

| Освајач купа Југославије у рагбију 1961. |
| ---------------------------------------- |
| ХАРК Младост 2. трофеј                   |